# نيو كاريسا
إم في نيو كاريسا، هي سفينة شحن جنحت وتحطمت على الشاطئ بالقرب من خليج كوس، أوريغون، الولايات المتحدة خلال عاصفة في فبراير 1999. فشلت محاولة سحب الجزء الأمامي من السفينة إلى البحر عندما انكسر حبل السحب، مما تسبب في إعادة القوس إلى الأرض. وبعد ذلك، تمت عملية ناجحة لسحب القوس إلى البحر حيث تم إغراقه عمدًا. بقي الجزء الخلفي من السفينة على الشاطئ لأكثر من تسع سنوات حتى تم تفكيكه وإزالته في عام 2008.
أجرى خفر سواحل الولايات المتحدة تحقيقًا ووجد أن الخطأ من جانب القبطان كان السبب الرئيسي للحطام. ومع ذلك، لم يتم اتهام القبطان ولا أفراد الطاقم بأي جريمة. كانت هناك عواقب مالية كبيرة على مالكي نيو كاريسا وشركة التأمين. حُرق الوقود الموجود على متن السفينة في مكانه باستخدام النابالم، ولكن تسربت أيضًا كمية كبيرة من الحطام، مما تسبب في أضرار بيئية للساحل.

## وصف السفينة
كانت نيو كاريسا سفينة شحن سائبة جافة ترفع العلم الفلبيني، مُحسّنة لنقل رقائق الخشب (المستخدمة في إنتاج لب الورق). بنيت السفينة بواسطة شركة لاماباري لبناء السفن في اليابان باستخدام هيكل فولاذي بالكامل وضعت في المياه في 30 أغسطس 1989. بلغ طولها 195 مترًا (640 قدمًا) وعرضها 32 مترًا (105 قدمًا)، مع غاطس يبلغ 10.8 مترًا (35.4 قدمًا). قدم) عند التحميل الكامل، وبلغت حمولتها الإجمالية 36.571 طنًا وصافي حمولتها 16.524 طنًا وكانت مدعومة بمحرك ديزل ذو دفع مباشر بقوة 8200 حصان (6100 كيلوواط).